# Jackson (hrabstwo Burnett)
Jackson – miasto w Stanach Zjednoczonych, w stanie Wisconsin, w hrabstwie Burnett.